# Ásta Eir Árnadóttir
Ásta Eir Árnadóttir (* 23. August 1993) ist eine isländische Fußballspielerin, die seit 2009 für Breiðablik Kópavogur spielt. 2019 wurde sie erstmals in der isländischen Fußballnationalmannschaft der Frauen eingesetzt.

## Karriere

### Im Verein
Ásta Eir Árnadóttir startete ihre Karriere beim Rekordmeister Breiðablik Kópavogur. Am 22. Mai 2009 spielte sie drei Monate vor ihrem 16. Geburtstag erstmals in einem Erstligaspiel für Breiðablik, als sie in der 67. Minute eingewechselt wurde.  Es blieb ihr einziges Ligaspiel in der Saison. In der Saison 2010 hatte sie acht Einsätze in der Liga und drei in der UEFA Women’s Champions League 2010/11. 2011 verdoppelte sich ihre Zahl von Ligaspielen. In den folgenden Jahren nahmen die Einsätze dann etwas ab und 2013 kam sie überhaupt nicht zum Einsatz. 2018 und 2019 bestritt sie dann wieder die maximal mögliche Anzahl von Ligaspielen. In der UEFA Women’s Champions League 2019/20 kam sie in allen sieben Spielen zum Einsatz. Die beiden Spiele im Achtelfinale gegen Paris Saint-Germain waren ihre letzten Spiele vor einer 2020 schwangerschaftsbedingt eingelegten Pause. Im Oktober 2020 verlängerte sie ihren Vertrag um zwei Jahre. Die Qualifikation zur UEFA Women’s Champions League 2021/22 überstand Breiðablik mit Siegen gegen KÍ Klaksvík (7:0), FC Gintra (8:1) sowie einem 1:1 und 3:0 gegen ŽNK Osijek und erreichte damit die erstmals ausgetragene Gruppenphase, in der allerdings nur beim torlosen Remis gegen Schytlobud-1 Charkiw ein Punkt geholt wurde. Ásta kam in allen zehn Spielen zum Einsatz.

### Für die Nationalmannschaft
Ásta Eir durchlief ab 2008 die isländischen Juniorinnenmannschaften. Nach vier Spielen mit der U-16, in denen ihr ein Tor gelang, kam sie im Oktober 2008 bei einem Turnier in Italien der ersten Qualifikationsrunde zur U-17-Fußball-Europameisterschaft der Frauen 2010 zum Einsatz. Den Isländerinnen gelang kein Tor, sie mussten aber gegen Frankreich und die Gastgeberinnen auch jeweils nur ein Tor hinnehmen und konnten durch ein torloses Remis gegen Aserbaidschan noch Dritte werden, was aber nicht zum Weiterkommen reichte. Elf Monate später hatten sie beim Turnier der ersten Qualifikationsrunde zur U-17-Fußball-Europameisterschaft der Frauen 2010 Heimrecht. Mit je einem Sieg, einem Remis und einer Niederlage konnten sie den Heimvorteil nicht nutzen und verpassten so wieder als Dritte die zweite Runde. Immerhin gelang Ásta Eir beim 7:0 gegen Israel ihr einziges Tor für die U-17. Nach zwei Freundschaftsspielen im Juli 2010 mit der U-19 nahm sie im September mit ihr an der ersten Qualifikationsrunde zur U-19-Fußball-Europameisterschaft der Frauen 2011 teil. Beim Turnier in Bulgarien wurde sie bei den Siegen gegen Israel und die Ukraine eingesetzt. Mit drei Siegen und 8:0 Toren erreichten sie die zweite Runde als Gruppensiegerinnen. Hier konnte ihre Mannschaft ohne sie Ende März/Anfang April 2011 nur das Spiel gegen die gastgebenden Waliserinnen gewinnen, so dass sie nur Gruppenletzte wurden. Beim nächsten Versuch hatten sie im September 2011 Heimrecht und erreichten mit drei Siegen die zweite Runde. Sie kam aber nur beim 3:0-Sieg gegen Kasachstan zum Einsatz. Bei der zweiten Runde Ende März/Anfang April 2012 bestritt sie bei den Niederlagen gegen Frankreich und Rumänien ihre beiden letzten U-Länderspiele. Da nur gegen die Niederlande ein Punkt gewonnen wurde, wurden sie erneut Gruppenletzte.
Fast sieben Jahre später erhielt sie dann eine Einladung zum Algarve-Cup 2019 und bestritt dort ihr erstes Spiel für die A-Nationalmannschaft. Beim torlosen Remis im ersten Gruppenspiel gegen Kanada am 27. Februar 2019 wurde sie in der 74. Minute zu ihrem ersten A-Länderspiel eingewechselt. Im zweiten Gruppenspiel, das mit 1:4 gegen Schottland verloren wurde, kam sie nach knapp einer Stunde zum Einsatz. Beim Spiel um Platz 9 gegen Gastgeber Portugal spielte sie dann die kompletten 90 Minuten und gewann mit ihrer Mannschaft mit 4:1.
Im April 2019 gehörte sie dann zum Kader, der in Südkorea zwei Freundschaftsspiele bestritt. Gegen die Südkoreanerinnen hatte sie im ersten Spiel einen vollen Einsatz über 90 Minuten, im zweiten Spiel wurde sie nach einer Stunde eingewechselt. Nach zwei Freundschaftsspielen im Juni gegen Finnland folgte am 2. September 2019 ihr erster Pflichtspieleinsatz. Im zweiten Spiel der Qualifikation für die EM 2022 gegen die Slowakei stand sie 90 Minuten auf dem Platz. Zu weiteren Einsätzen kam es wegen ihrer Schwangerschaft noch nicht wieder.

## Erfolge
- Isländische Meisterin 2015, 2018 und 2020 (2020 ohne Einsatz)
- Isländische Pokalsiegerin 2013, 2016, 2018, 2021 (2013 ohne Einsatz, 2016 ohne Finaleinsatz)
- Isländische Super-Pokalsiegerin 2014, 2016, 2017, 2019  (2016 und 2017 ohne Einsatz)